# Jean-Louis Bianco
Jean-Louis Bianco (ur. 12 stycznia 1943 w Neuilly-sur-Seine) – francuski polityk, urzędnik państwowy i samorządowiec, w latach 1982–1991 sekretarz generalny administracji prezydenckiej, minister, deputowany XI, XII i XIII kadencji.

## Życiorys
Absolwent Lycée Janson-de-Sailly w 16. dzielnicy Paryża. Ukończył następnie Instytut Nauk Politycznych w Paryżu, uczelnię techniczną École nationale supérieure des mines de Paris oraz École nationale d’administration w ramach promocji, której patronował Thomas More. Od 1971 pracował jako urzędnik w Radzie Stanu, był audytorem, a w 1994 uzyskał najwyższą rangę urzędniczą (conseiller d'État).
Zaangażował się w działalność polityczną w ramach Partii Socjalistycznej. Pełnił różne funkcje w administracji rządowej w tym w resorcie zdrowia. Od 1981 pracował u prezydenta François Mitterranda. W latach 1982–1991 sprawował urząd sekretarza generalnego administracji prezydenckiej.
W latach 90. był radnym regionu Prowansja-Alpy-Lazurowe Wybrzeże. Od 1994 zasiadał w radzie departamentu Alpy Górnej Prowansji, w latach 1998–2012 jako jej przewodniczący. Od 1995 do 2001 pełnił funkcję mera miejscowości Digne-les-Bains.
W maju 1991 został ministrem spraw społecznych i integracji w gabinecie Édith Cresson. Stanowisko to zajmował do kwietnia 1992. Następnie do marca 1993 był ministrem zaopatrzenia, transportu i mieszkalnictwie w rządzie, którym kierował Pierre Bérégovoy. W latach 1997–2012 przez trzy kadencje sprawował mandat posła do Zgromadzenia Narodowego. W 2007 był jednym z dyrektorów kampanii prezydenckiej Ségolène Royal.
Odznaczony Legią Honorową IV klasy (2013).